# 徳川彦左衛門
徳川 彦左衛門（とくがわ ひこざえもん）は、アニメ「宇宙戦艦ヤマトシリーズ」の登場人物。
声優は、オリジナルでは永井一郎、リメイクアニメシリーズでは麦人。『SPACE BATTLESHIP ヤマト』での俳優は西田敏行。

## キャラクター解説
宇宙戦艦ヤマトの初代機関長。ふくよかな体格に頭頂部まで禿げ上がった白髪、白い眉、白い口髭、そして髪とつながっている白い顎鬚が特徴。
ヤマト乗艦前から地球艦隊で沖田十三と共に戦ってきた、昔ながらの戦友かつ一番の理解者。宇宙船機関士としての長年の経験や知識を活かし、地球で最初の波動エンジンの管理を任され、ヤマト機関長に就任した。ヤマトの心臓部・土台ともいうべき機関室から、その屋台骨を支える。
第1作『ヤマト』の序盤では第一艦橋で機関を遠隔操作・監視していたが、徳川を後に反乱を企てる予定の人物と誤解した脚本家が「そういう人物が第一艦橋にいるのは具合が悪い」と判断し、機関室へ下がらせた。詳細は藪助治#宇宙戦艦ヤマトおよび宇宙戦艦ヤマト#未使用設定の項を参照。

## 劇中での登場
宇宙戦艦ヤマト
第3話から登場。2199年当時に艦内最高齢の55歳だったこともあり、第3話で「兄（古代守）を見殺しにされた」と沖田を逆恨みしていた古代進の誤解を解くなど、影の重鎮的存在の乗組員となった。
直属の部下から「おやじさん」として慕われるなど面倒見はいいが、地球に息子夫婦と最愛の孫を残してきたために望郷の念が人一倍強く、一刻も早い地球への帰還を望むあまり部下の心理面のフォローが疎かになり、第25話のイスカンダルでは藪助治らのヤマト脱走を事前に察知できなかったことを嘆くことになる。
さらば宇宙戦艦ヤマト 愛の戦士たち /  宇宙戦艦ヤマト2
命令を無視して旅立つ古代たちに同調し、再びヤマト機関長の任に就く。大筋の活躍は『さらば』と『ヤマト2』で同じ。『ヤマト2』では第2話から登場する。
『さらば』では都市帝国との攻防中、炎上する機関室の復旧指揮のために機関室内を走り回っていたが、機関部被弾による爆発に巻き込まれて致命傷を負い、最後の報告を残して死亡する。『ヤマト2』では、第26話で超巨大戦艦の一斉砲火によって機関室が被弾した際に死亡する。最期の言葉については、『さらば』では「エンジン出力低下、しかし、航行に支障なし」、『2』では「エンジン出力低下、しかし、航行は可能」と微妙に違っている。同作第2話ではドック内での立ち小便がバレて笑われるなど、滑稽な一面を見せている。
宇宙戦艦ヤマト 新たなる旅立ち
英雄の丘に慰霊碑が設置されており、息子の太助が宇宙戦士訓練学校の卒業報告に来ている。その後のヤマト乗組員の黙祷シーンでは、生前の姿が回想で登場している。
宇宙戦艦ヤマト 完結編
本人は登場しないが、息子の太助が彦左衛門の写真と会話するシーンがある。

## リメイクアニメ
『ヤマト』のリメイク作品である『宇宙戦艦ヤマト2199』を初作とする本シリーズでは、立場が機関科士官の三等宙佐と定められている。容姿も目が大きくされ、頭部の形状も変えられたほか、体格も下腹の出具合が若干抑え気味に変更されている。リデザイン担当は結城信輝。
部下からは「おやっさん」と呼ばれている。

### 劇中での登場（リメイクアニメ）
宇宙戦艦ヤマト2199 / 宇宙戦艦ヤマト2199 星巡る方舟
第1話で戦艦キリシマ機関長として初登場する。年齢は62歳で、本来はヤマト発進日の2か月後に退役する予定だったが、沖田の要請でヤマト機関長に就任する。
第7話の太陽系赤道祭では、次男の太助と孫のアイ子と交信。食糧配給の滞りにより長男夫婦が闇物資に手を出していることを聞いて憤慨するが、「そうでもしないとやっていけない」という太助の主張に辛い表情となる。その後は涙を浮かべる太助を諭すように励ますが、自分もまた涙を浮かべる。
地球側の先制攻撃の事実に関しては知っており、第12話において島がそのことで苦悩していた際は、「真実」は立場によって複数存在すること、しかし「事実」は戦争が起こってしまったというそれ1つしかないこと、それでも徳川や島には家族がおり恵まれていることを説く。
『星巡る方舟』では、艦橋勤務が終始交代要員の山崎奨となっており、徳川は中盤に3カットのみ登場する。
宇宙戦艦ヤマト2202 愛の戦士たち
第1話から登場。年齢は66歳。本来ならば既に軍を退役しているはずの身だったが、ヤマトの再整備計画が浮上し、軍に残留して真田志郎らとともにヤマト再建に尽力していた。第3話・第4話で他のヤマト乗組員とともに決起し、再び機関長としてヤマトに乗艦する。第24話で都市帝国内部に突入した当初は第一艦橋にいたが、機関部が損傷したのを機に機関室に移動する。その後は旧作同様致命傷を負い、「エンジン出力制御ならず。しかし、航行に支障、無し」と報告して力尽き、戦死する。

## SPACE BATTLESHIP ヤマト
第1作の実写映画である本作でも、原作通り機関長の立場にあるが、第一艦橋にはおらず、常に機関室に勤務している。
原作と同じく沖田とは戦友の間柄であり、また本作では古代兄弟とも知己である。劇中では営倉入りした古代の元を訪れ、佐渡とともに3人で酒を酌み交わしている。終盤のデスラー艦による奇襲攻撃により、『さらば』とほぼ同じ形で、機関室内で機関状況の報告をしつつ戦死する。

## 家族
息子に、長男の彦七（声 - 野村信次〈『ヤマト』〉、吉開清人〈『2199』〉）と次男の太助（声 - 古谷徹〈『ヤマト』〉、岡本信彦〈『2199』〉） がいる。太助は、ヤマト機関室勤務の乗組員として『新たなる旅立ち』以降に登場するが、同作の劇中で自己紹介の際に「長男」と口にしてしまう（シナリオ最終稿では長男と明言されていない）。彦七・太助ともに詳細な年齢の設定がなかったため、それだけで即矛盾とはならないが、子持ちの既婚者である彦七より訓練学校の卒業直後である太助が年上という無理のある設定となってしまった。彦七は第1作『ヤマト』にのみ登場するうえ、原典のシリーズにおいて両者が共通の作品に登場したことはなく、『新たなる旅立ち』の制作時に彦七の存在が考慮されていたかも不明。『完結編』・PSゲームシリーズ・『2199』では、太助が次男と訂正されている。
彦七には妻の菊子（声 - 千々松幸子〈『ヤマト』〉、三浦綾乃〈『2199』〉）と娘のアイ子（声 - 麻上洋子〈『ヤマト』〉、小松未可子〈『2199』〉）がいる。アイ子は、彦左衛門にとっては目に入れても痛くないほどにかわいい孫である。